# Ally Walker
Pour les articles homonymes, voir Walker.
Allene Damian "Ally" Walker, née le 25 août 1961 à Tullahoma, dans le Tennessee, aux (États-Unis), est une actrice, productrice, réalisatrice et scénariste américaine.
Elle est surtout connue pour avoir joué dans Profiler (1996-1999), Sons of Anarchy (2008-2010), The Protector (2011), et Taxi : Brooklyn (depuis 2014).
Elle est également reconnue pour avoir joué dans les films, Universal Soldier (1992), Singles (1992), L'Amour à tout prix (1995), et Kazaam (1996).

## Biographie

### Enfance
Née à Tullahoma, dans le Tennessee, aux (États-Unis), a grandi à Santa Fe, dans le Nouveau-Mexique. Alors qu'elle devait devenir une scientifique, elle est allée à l'université de Californie à Santa Cruz, où elle a obtenu un diplôme en biochimie.

### Étudiante
Elle a également travaillé comme chercheuse dans un projet de génie génétique, tandis qu'elle préparait un doctorat à l'université de Californie à Los Angeles. Cependant, alors qu'elle passait un semestre à l'université, Richmond College of Arts, à Londres, elle s'est découvert une passion pour la comédie. Elle a lancé sa carrière en 1988, à l'âge de 26-27 ans, en jouant dans le film, Aloha Summer. À la suite de ce rôle, Ally met sa carrière de scientifique entre parenthèses.

### Carrière
Ally a tout d'abord joué dans 88 épisodes de la série télévisée, Santa Barbara. Dès lors, elle est apparue dans de nombreux films et séries. En 1994, à l'âge de 32-33 ans, on lui a proposé d'auditionner pour les rôles de Rachel Green et Monica Geller dans la célèbre sitcom, Friends. Pendant trois ans, elle a joué le rôle de Samantha Waters dans la série Profiler. Grâce à ce rôle, elle fut nommée pour un Saturn Awards (1998), ainsi qu'un Satellite Awards (1997),. Par la suite, elle a joué dans les films ; Singles (1992), Universal Soldier (1992), Le Profiler (1993), L'Amour à tout prix (1995), Kazaam (1996), et Happy, Texas (1999). En 1999, elle a joué dans le téléfilm, La Mélodie de la vie.
En 2002, Ally fait son retour à la télévision avec l'épisode pilote d'une nouvelle série, Wonderful World - dont elle est également la productrice. Cependant, la série n'a pas été prise par la chaîne ABC. Entre 2005 et 2010, elle a joué dans Sleeper Cell, Urgences, Boston Justice, New York, police judiciaire, Les Experts, Southland, et New York, unité spéciale. En 2007, elle a joué dans 10 épisodes de la série érotique, Tell Me You Love Me, puis dans le thriller, Meurtre sur rendez-vous. Pendant deux ans, Ally a joué le rôle de l'Agent June Stahl dans la série policière, Sons of Anarchy, puis a joué le rôle de la Détective Gloria Sheppard dans une autre série policière, The Protector, en 2011,.
Depuis en mars 2014, Ally joue le rôle de Frankie Sullivan, la mère de la détective Caitlyn Sullivan (interprétée par Chyler Leigh), dans la série franco-américaine, Taxi : Brooklyn.

### Vie privée
Ally a longtemps été mariée au réalisateur Craig Sexton.
Depuis le 14 juin 1997, Ally est mariée au président de la chaîne de télévision, FX Network, John Landgraf. Ensemble, ils ont eu trois fils ; John Walker Landgraf (né le 7 août 1997), William Landgraf (né en 2000), et Caleb Landgraf (né en 2003).

## Filmographie

### Comme actrice
- 1988 : Aloha Summer
- 1988 : Santa Barbara (série télévisée) : Andrea Bedford
- 1989 : Swimsuit (TV) : Romella
- 1989 : True Blue (série télévisée) : Officer Jessica Haley
- 1991 : Perry Mason: The Case of the Fatal Fashion (TV) : Julia Collier
- 1991 : Les Contes de la crypte (série télévisée) (En faire son deuil) : Elaine Tillman
- 1991 : Eye of the Storm : Killer Girl
- 1992 : Universal Soldier : Veronica Roberts
- 1992 : Singles : Pam
- 1993 : Le Profiler (When the Bough Breaks) : Special Investigator Audrey Macleah
- 1993 : The Seventh Coin : Lisa
- 1993 : Coup de foudre à Miami (TV) : Gwenn Cross
- 1995 : Someone to Die For : Alex Donaldson
- 1995 : Just Looking : Sherrie
- 1995 : L'Amour à tout prix (While You Were Sleeping) de Jon Turteltaub : Ashley Bartlett Bacon
- 1995 :Faux frères, vrais jumeaux (Steal Big Steal Little), d'Andrew Davis : Bonnie Martin
- 1996 : Pluie de roses sur Manhattan (Bed of Roses) : Wendy
- 1996 : Kazaam : Alice Connor
- 1996 - 1999 : Profiler (série télévisée) : Samantha Waters (1996-1999)
- 1997 : Brittle Glory : Elise Rosen
- 1998 : Le Caméléon (série télévisée) :  Samantha Waters (1 épisode)
- 1998 : Welcome to Hollywood : elle-même
- 1999 : Happy, Texas : Josephine 'Joe' McClintock the Banker
- 1999 : La Mélodie de la vie (If You Believe) (TV) : Susan Stone
- 2002 : My Wonderful Life (TV) : Billie
- 2006 : The shield (TV) : Tori Burke (1 épisode)
- 2007 : Meurtre sur rendez-vous (TV) : Val Spencer
- 2007 : Urgences (TV) : Fran Bevans
- 2007 : Tell Me You Love Me (série télévisée) : Katie
- 2008-2010 : Sons of Anarchy (série télévisée) : Agent June Stahl
- 2009 : Les Experts (série télévisée) : Flic ou motard saison 9 épisode 23 Guest star
- 2008 : Boston Justice (série télévisée) : Des ronds de fumée (saison 5 épisode 1) et Un amour véritable (saison 5 épisode 4) dans le rôle de Phobie Prentice.
- 2009 : Wonderful World (en) : Eliza
- 2009 : Toe to Toe : Claire
- 2010 : New York, unité spéciale (saison 11, épisode 19) : Dr. Fran Stanton
- 2011 : The Protector (série télévisée) : Gloria Sheppard
- 2015–2016 : Longmire (série télévisée) : (Dr. Donna Monaghan : 8 episodes
- 2013 : Angel's Perch : Judy
- 2014 : Taxi : Brooklyn : Frankie Sullivan
- 2015 : Colony : Helena

### Comme réalisatrice
- 2005 : For Norman... Wherever You Are
- 2015  : Sex, death and bowling

### Comme productrice
- [7]2005 : For Norman... Wherever You Are

## Théâtre
- 1993 : Five Women Wearing the Same Dress[8]